# لارنس تیت
لارنس تیت (انگلیسی: Larenz Tate؛ زادهٔ ۸ سپتامبر ۱۹۷۵) یک هنرپیشه اهل ایالات متحده آمریکا است. وی از سال ۱۹۸۵ میلادی تاکنون مشغول فعالیت بوده است.
از فیلم‌ها یا برنامه‌های تلویزیونی که وی در آن نقش داشته است می‌توان به تصادف، ری، پستچی، چرا احمق‌ها عاشق می‌شوند و تهدیدی برای جامعه اشاره کرد.